# Natação artística no Campeonato Mundial de Esportes Aquáticos de 2024

Os eventos da Natação artística no Campeonato Mundial de Esportes Aquáticos de 2024 ocorreram entre 2 a 10 de fevereiro de 2024, em Doha, no Catar. Ao todo, 11 eventos divididos em rotinas técnica, livre e acrobática, foram disputados.

## Eventos
Ao todo, 11 com atribuição de medalhas foram disputados.
Todos os horários estão na hora local (UTC+3).
| Data            | Horário | Evento                         | Fase          |
| --------------- | ------- | ------------------------------ | ------------- |
| 2 de fevereiro  | 09:30   | Rotina técnica solo feminina   | Eliminatórias |
| 2 de fevereiro  | 12:00   | Rotina técnica solo masculina  | Eliminatórias |
| 2 de fevereiro  | 14:00   | Rotina técnica dueto - Grupo B | Eliminatórias |
| 2 de fevereiro  | 20:00   | Rotina técnica dueto - Grupo A | Eliminatórias |
| 3 de fevereiro  | 10:00   | Rotina técnica dueto misto     | Eliminatórias |
| 3 de fevereiro  | 14:00   | Rotina técnica solo feminina   | Final         |
| 3 de fevereiro  | 20:00   | Rotina acrobática por equipes  | Eliminatórias |
| 4 de fevereiro  | 09:30   | Rotina livre solo feminina     | Eliminatórias |
| 4 de fevereiro  | 14:00   | Rotina acrobática por equipes  | Final         |
| 4 de fevereiro  | 20:00   | Rotina técnica dueto misto     | Final         |
| 5 de fevereiro  | 09:30   | Rotina técnica por equipes     | Eliminatórias |
| 5 de fevereiro  | 14:00   | Rotina técnica dueto           | Final         |
| 5 de fevereiro  | 20:00   | Rotina técnica solo masculina  | Final         |
| 6 de fevereiro  | 09:30   | Rotina livre solo masculina    | Eliminatórias |
| 6 de fevereiro  | 14:00   | Rotina técnica por equipes     | Final         |
| 6 de fevereiro  | 20:00   | Rotina livre solo feminina     | Final         |
| 7 de fevereiro  | 09:30   | Rotina livre dueto - Grupo B   | Eliminatórias |
| 7 de fevereiro  | 14:00   | Rotina livre dueto - Grupo A   | Eliminatórias |
| 7 de fevereiro  | 20:00   | Rotina livre solo masculina    | Final         |
| 8 de fevereiro  | 09:30   | Rotina livre por equipes       | Eliminatórias |
| 8 de fevereiro  | 14:00   | Rotina livre dueto             | Final         |
| 9 de fevereiro  | 09:30   | Rotina livre dueto misto       | Eliminatórias |
| 9 de fevereiro  | 14:00   | Rotina livre por equipes       | Final         |
| 10 de fevereiro | 09:30   | Rotina livre dueto misto       | Final         |
| 10 de fevereiro | 12:00   | Exibição de gala               | Eliminatórias |

## Medalhistas

#### Masculino
| Evento                | Ouro                      | Ouro     | Prata                     | Prata    | Bronze                     | Bronze   |
| --------------------- | ------------------------- | -------- | ------------------------- | -------- | -------------------------- | -------- |
| Solo Livre detalhes   | Giorgio Minisini · Itália | 210.1355 | Dennis González · Espanha | 196.2750 | Gustavo Sánchez · Colômbia | 192.0812 |
| Solo Técnica detalhes | Yang Shuncheng · China    | 246.4766 | Giorgio Minisini · Itália | 245.3166 | Gustavo Sánchez · Colômbia | 231.0000 |

#### Feminino
| Evento                 | Ouro                             | Ouro     | Prata                                                  | Prata    | Bronze                                              | Bronze   |
| ---------------------- | -------------------------------- | -------- | ------------------------------------------------------ | -------- | --------------------------------------------------- | -------- |
| Solo Livre detalhes    | Jacqueline Simoneau · Canadá     | 264.8207 | Evangelia Platanioti · Grécia                          | 253.2833 | Vasilina Khandoshka · Atletas Independentes Neutros | 245.1042 |
| Solo Técnica detalhes  | Evangelia Platanioti · Grécia    | 272.9633 | Jacqueline Simoneau · Canadá                           | 269.2767 | Xu Huiyan · China                                   | 262.3700 |
| Dueto Livre detalhes   | China · Wang Liuyi · Wang Qianyi | 250.7729 | Países Baixos · Bregje de Brouwer · Noortje de Brouwer | 250.4979 | Grã-Bretanha · Kate Shortman · Isabelle Thorpe      | 247.2626 |
| Dueto Técnica detalhes | China · Wang Liuyi · Wang Qianyi | 266.0484 | Grã-Bretanha · Kate Shortman · Isabelle Thorpe         | 259.5601 | Espanha · Alisa Ozhogina · Iris Tió                 | 258.0333 |

### Misto
| Evento                 | Ouro                                        | Ouro     | Prata                                        | Prata    | Bronze                                      | Bronze   |
| ---------------------- | ------------------------------------------- | -------- | -------------------------------------------- | -------- | ------------------------------------------- | -------- |
| Dueto Livre detalhes   | China · Cheng Wentao · Shi Haoyu            | 224.1437 | Espanha · Dennis González · Mireia Hernández | 208.3583 | México · Miranda Barrera · Diego Villalobos | 192.5772 |
| Dueto Técnica detalhes | Cazaquistão · Nargiza Bolatova · Eduard Kim | 228.0050 | China · Cheng Wentao · Shi Haoyu             | 223.3166 | México · Trinidad Meza · Diego Villalobos   | 217.5192 |

#### Equipe
| Evento              | Ouro | Ouro     | Prata | Prata    | Bronze | Bronze   |
| ------------------- | --- | -------- | --- | -------- | --- | -------- |
| Acrobática detalhes | China · Chang Hao · Feng Yu · Wang Ciyue · Wang Liuyi · Wang Qianyi · Xiang Binxuan · Xiao Yanning · Zhang Yayi | 244.1767 | Ucrânia · Maryna Aleksiiva · Vladyslava Aleksiiva · Marta Fiedina · Oleksandra Goretska · Veronika Hryshko · Daria Moshynska · Anastasiia Shmonina · Valeriya Tyshchenko | 243.3167 | Estados Unidos · Anita Álvarez · Jaime Czarkowski · Nicole Dzurko · Keana Hunter · Audrey Kwon · Calista Liu · Bill May · Daniella Ramirez            | 242.2300 |
| Livre detalhes      | China · Chang Hao · Feng Yu · Wang Ciyue · Wang Liuyi · Wang Qianyi · Xiang Binxuan · Xiao Yanning · Zhang Yayi | 339.7604 | Japão · Moe Higa · Moeka Kijima · Uta Kobayashi · Tomoka Sato · Ayano Shimada · Ami Wada · Mashiro Yasunaga · Megumu Yoshida                                             | 315.2229 | Estados Unidos · Anita Alvarez · Daniella Ramirez · Jacklyn Luu · Calista Liu · Audrey Kwon · Megumi Field · Jaime Czarkowski · Natalia Vega Figueroa | 304.9021 |
| Técnica detalhes    | China · Chang Hao · Feng Yu · Wang Ciyue · Wang Liuyi · Wang Qianyi · Xiang Binxuan · Xiao Yanning · Zhang Yayi | 299.8712 | Espanha · Marina García Polo · Lilou Lluis Valette · Meritxell Mas · Alisa Ozhogina · Paula Ramírez · Sara Saldaña · Iris Tió · Blanca Toledano                          | 275.8925 | Japão · Moe Higa · Moeka Kijima · Uta Kobayashi · Tomoka Sato · Ayano Shimada · Ami Wada · Mashiro Yasunaga · Megumu Yoshida                          | 275.8787 |

## Quadro de medalhas
| Ordem | País           | Ouro | Prata | Bronze |    |
| 1     | China          | 7    | 1     | 1      | 9  |
| 2     | Canadá         | 1    | 1     |        | 2  |
|       | Grécia         | 1    | 1     |        | 2  |
|       | Itália         | 1    | 1     |        | 2  |
| 5     | Cazaquistão    | 1    |       |        | 1  |
| 6     | Espanha        |      | 3     | 1      | 4  |
| 7     | Grã-Bretanha   |      | 1     | 1      | 2  |
|       | Japão          |      | 1     | 1      | 2  |
| 9     | Países Baixos  |      | 1     |        | 1  |
|       | Ucrânia        |      | 1     |        | 1  |
| 11    | Colômbia       |      |       | 2      | 2  |
|       | México         |      |       | 2      | 2  |
|       | Estados Unidos |      |       | 2      | 2  |
| 14    | Indonésia      |      |       | 1      | 1  |
| Total | Total          | 11   | 11    | 11     | 33 |